# Akira (аніме)
Akira (яп. アキラ) — японський анімаційний науково-фантастичний фільм 1988 року режисера Кацухіро Отомо, сценаристів Отомо й Ідзо Хашімото. Головні ролі-сейю виконували: Міцуо Івата, Нодзому Сасакі, Мамі Кояма та Таро Ішіда. Сценарій заснований на манзі Акіра.

## Сюжет
Фільм зображує похмуре антиутопічне Нео-Токіо у 2019 році. Сюжет сфокусований на байкері Тецуо Шіма (сейю: Нодзому Сасакі) і його психічних силах, а також члені банди байкерів Сотаро Канеда (сейю: Міцуо Івата), який намагається запобігти тому, аби Тецуо випустив небезпечну психічну міць Акіра. Хоча більшість персонажів й основні параметри були адаптовані з оригінальних 2182 сторінок манги, сюжет фільму реорганізований і відрізняється від друкованої версії, скорочена більша частини другої половини манги. Фільм став дуже популярним і набув статусу культового, він вважається важливою віхою в японській анімації та кіно в цілому.

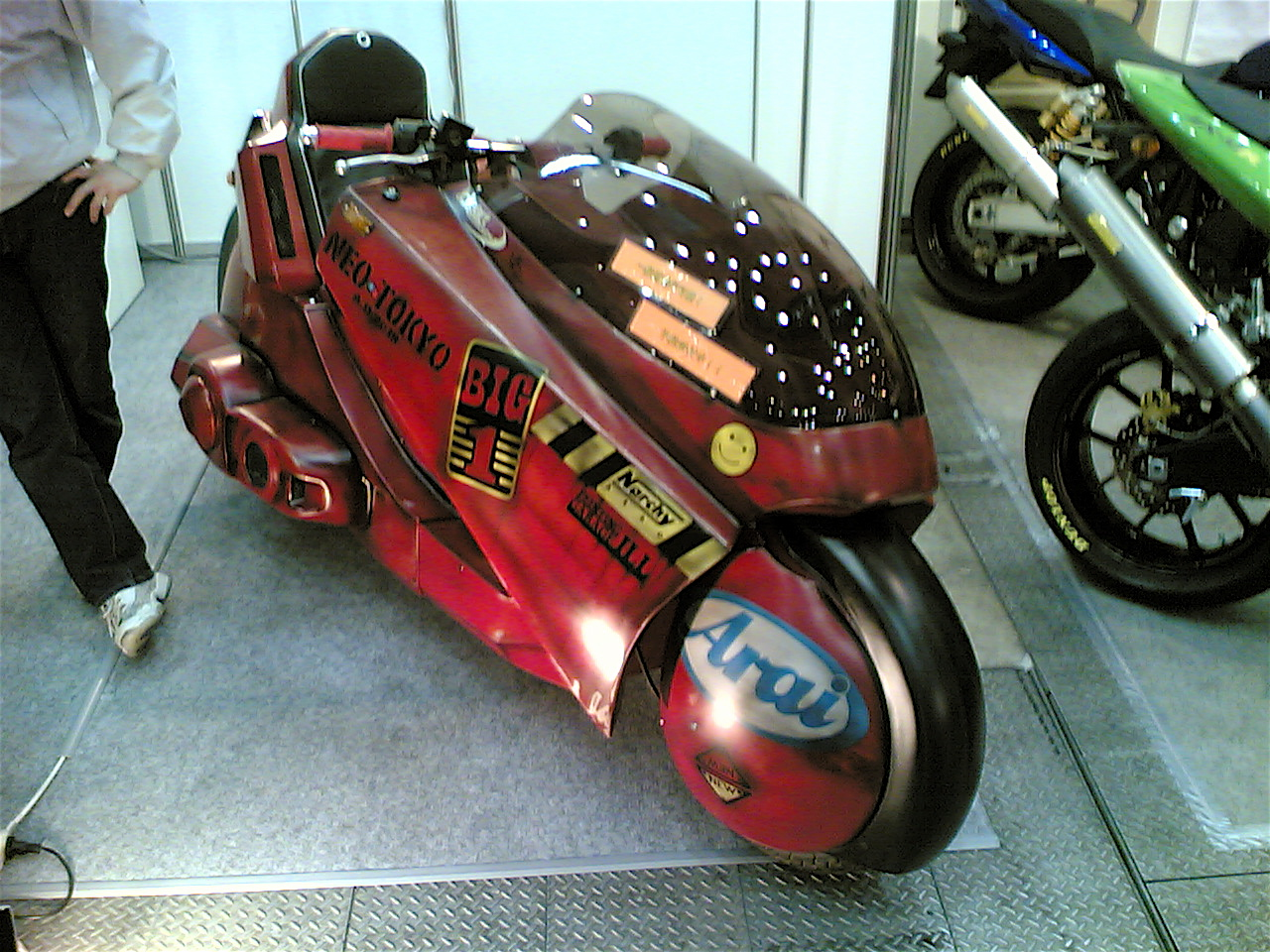
Мотоцикл Канеди

## Саундтрек
Композитор усіх саундтреків — Ямашіроґумі Ґейно. Перший саундтрек випущений у Японії 10 жовтня 1988 року на грамофонних платівках компанією «Victor» під назвою «Akira (Original Motion Picture Soundtrack) = アキラ» і містив 4 композиції. Список композицій:
| #  | Назва       | Тривалість |
| -- | ----------- | ---------- |
| 1. | «Kaneda»    | 9:57       |
| 2. | «Tetsuo I»  | 12:35      |
| 3. | «Tetsuo II» | 12:33      |
| 4. | «Akira»     | 7:58       |

27 липня 1988 році в Японії компанією «Invitation» на CD-дисках випущений другий саундтрек фільму під назвою «Symphonic Suite Akira». Список композицій:
| #   | Назва                                  | Тривалість |
| --- | -------------------------------------- | ---------- |
| 1.  | «Kaneda»                               | 3:11       |
| 2.  | «Battle Against Crown»                 | 3:37       |
| 3.  | «Winds Over The Neo-Tokyo»             | 2:48       |
| 4.  | «Tetsuo»                               | 10:18      |
| 5.  | «Dolls' Polyphony»                     | 2:55       |
| 6.  | «Shohmyoh»                             | 10:11      |
| 7.  | «Mutation»                             | 4:50       |
| 8.  | «Exodus From The Underground Fortress» | 3:19       |
| 9.  | «Illusion»                             | 13:57      |
| 10. | «Requiem»                              | 14:27      |